# 张维城 (1915年)
张维城（1915年10月28日—1994年），男，直隶（今河北）藁城人，中华人民共和国政治人物，曾任南京农学院院长、党委书记，第二、三、四、五届全国政协委员。